# 1694 en science
| Années de la science : 1691 - 1692 - 1693 - 1694 - 1695 - 1696 - 1697    |
| Décennies de la science : 1660 - 1670 - 1680 - 1690 - 1700 - 1710 - 1720 |

Cet article présente les faits marquants de l'année 1694 en science.

## Publications
- Rudolf Jakob Camerarius  : De Sexu Plantarum Epistola. Il démontre le rôle des étamines et du pistil dans la reproduction végétale.
- Jacques Ozanam : Récréations mathématiques et physiques, qui contiennent plusieurs problèmes d’arithmétique, de géométrie, de musique, d'optique, de gnomonique, de cosmographie, de mécanique, de pyrotechnique, & de physique. Avec un traité des horloges élémentaires, 1re édition, Paris, Jombert, 1694.
- Sébastien Pontaut de Beaulieu : Atlas des glorieuses conquêtes de Louis le Grand.
- Joseph Pitton de Tournefort : Éléments de botanique ou méthode pour reconnaître les plantes.

## Naissances

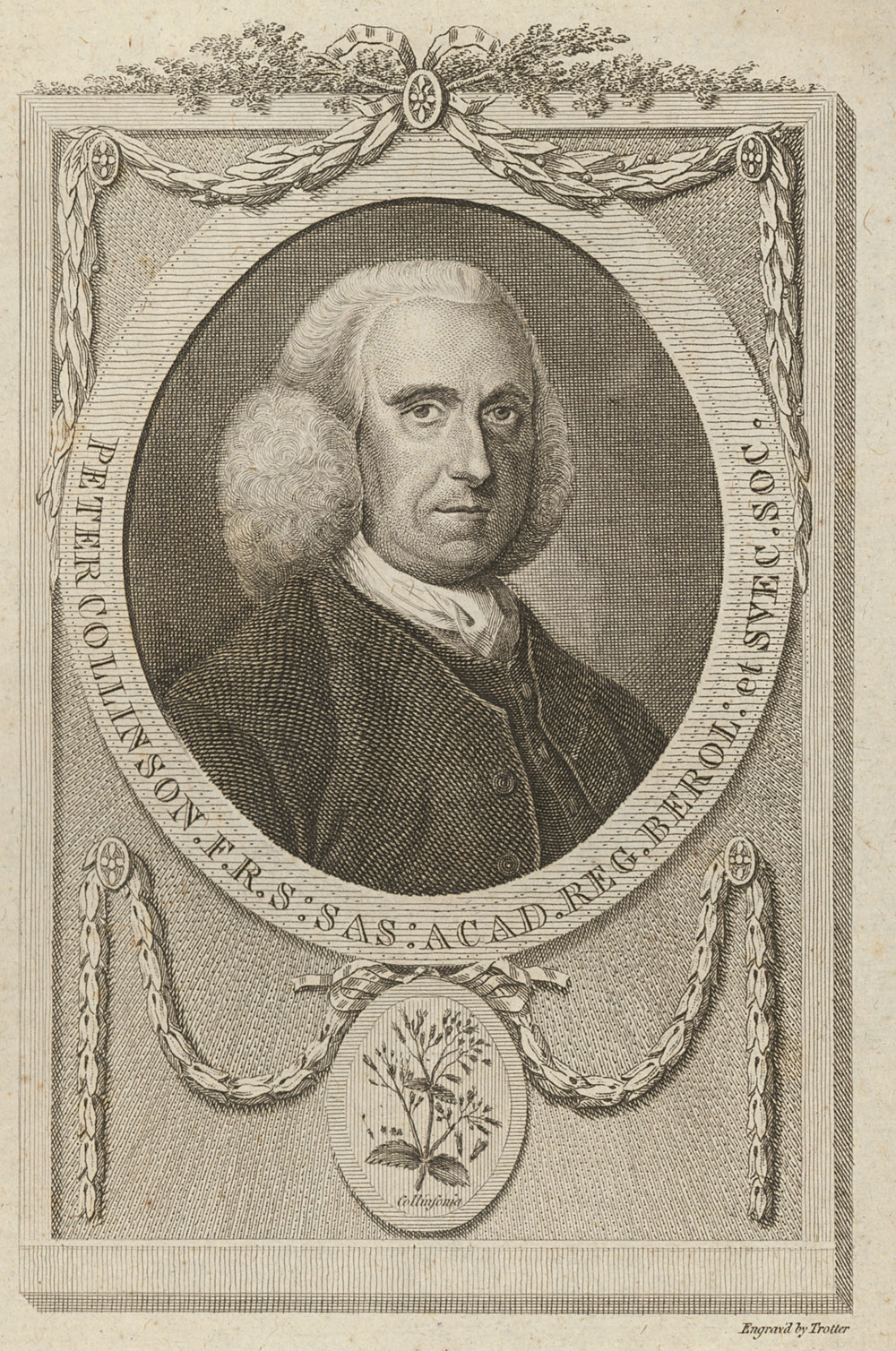
Peter Collinson

- Peter Collinson (mort en 1768), botaniste britannique.
- 3 avril : George Edwards (mort en 1773), naturaliste britannique.
- 21 juillet : Georg Brandt (mort en 1768), chimiste et minéralogiste suédois.

## Décès
- 8 août : Antoine Arnauld (né en 1612), prêtre, théologien, philosophe et mathématicien français.
- 28 septembre : Gabriel Mouton (né en 1618), mathématicien français.
- 18 octobre : Pierre Ango (né en 1640), mathématicien et physicien français.
- 25 novembre : Ismaël Boulliau (né en 1605), astronome français.
- 29 novembre : Marcello Malpighi (né en 1628), physiologiste italien.